# 3 Korpus Kawaleryjski
3 Korpus Kawaleryjski Imperium Rosyjskiego (ros. 3-й кавалерийский корпус) – jeden ze związków operacyjno-taktycznych Imperium Rosyjskiego w czasie I wojny światowej. Sformowany w 1887 r. Rozformowany na początku 1918 r. 

## Struktura organizacyjna (1914)
- 10 Dywizja Kawalerii
- 1 Dońska Dywizja Kozaków
- 1 Terska Dywizja Kozaków
- Zborna Dywizja Kawalerii, od lutego 1916 do kwietnia zamiast niej 12 Dywizja Kawalerii
- 1 Dońska Dywizja Kawalerii (od kwietnia 1917 do stycznia 1918)
- Usuryjska Dywizja Kawalerii od kwietnia 1917 do stycznia 1918)
- Samodzielna Brygada Kawalerii Gwardii
- batalion saperów

## Podporządkowanie
- 4 Armii (10 października 1914 - 7 stycznia 1915)
- 9 Armii (20 kwietnia - 17 listopada 1915)
- 6 Armii (od 22 grudnia 1915)
- 4 Armii (1 lutego 1916 - 16 lipca 1917)
- 11 Armii (od 23 lipca 1917)
- 1 Armii (od 22 października 1917)

## Dowódcy korpusu
- gen. kawalerii hrabia  F. A.  Keller (kwiecień 1915 - kwiecień 1917)
- gen. lejtnant Aleksandr Krymow (kwiecień - sierpień 1917)
- gen. lejtnant N. L. Junakow (kwiecień - sierpień 1917)
- gen. major Piotr Krasnow (od września 1917)